# Phylloporus veluticeps
Phylloporus veluticeps là một loài nấm thuộc họ Boletaceae.